# Gauja
Gauja är en flod i norra Lettland, som mynnar ut i Rigabukten. Den ligger i landskapet Vidzeme (Livland), nordost om Riga. Gauja är 452 kilometer lång och därmed Lettlands näst längsta flod efter Daugava. 

## Namn
De lokala namnen är lettiska Gauja, livländska Keùv och estniska Koiva jõgi. Ursprunget till det lettiska namnet är oklart, medan de två senare namnen pekar mot Björkfloden. I äldre svenska och tyska användes istället namnen Livländska Aa respektive Livländische Aa. Det första ledet särskiljer floden från Kuriska Aa, medan det senare ledet går tillbaka på vikingarnas beteckning som etymologiskt motsvaras av nutidssvenskans Å (vattendrag).

## Gaujas lopp
Flodens källa ligger i sluttningarna av Livländska höglandet, sydost om Cēsis i Amata kommun i Livland (lettiska: Vidzeme). Den rinner först åt nordöst och flyter omkring två mil längs gränsen mot Estland. Söder om gränsstaden Valga/Valka svänger den åt sydväst mot Valmiera, och fortsätter genom Cēsis och Sigulda. Gauja mynnar i Rigabukten vid byn Gauja i Carnikava kommun strax nordost om Riga.
I Cesis och Rigas distrikt har Gauja grävt en djup floddal, som blivit Gauja nationalpark.